# Parc national de Kibira
Pour les articles homonymes, voir Ruvubu.
Le parc national de Kibira est un parc national burundais situé au nord-ouest du pays sur un territoire de 400 km2. Il est contigu au parc national de Nyungwe au Rwanda.

## Présentation

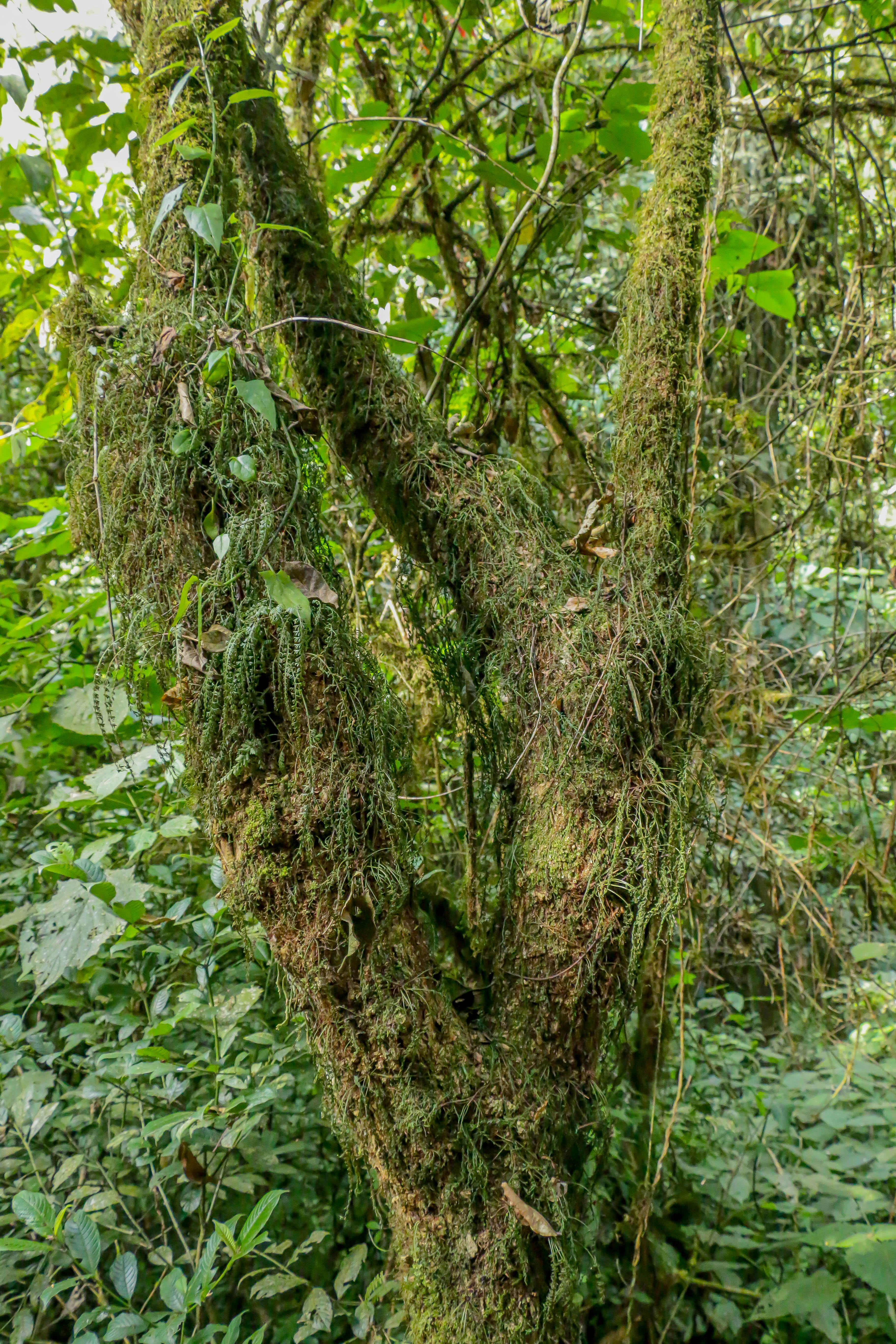
Un arbre recouvert d'algues dans le parc national. Juin 2022.

D'abord créé le 12 décembre 1933 par l'ordonnance du Ruanda-Urundi no 83/bis/Agri, le parc est institutionnalisé par le décret-loi no 1/6 du 3 mars 1980.